# La amante del Libertador
La amante del Libertador es una película peruano-estadounidense escrita y dirigida por Rocío Lladó. Transcurre en dos épocas: la actual y la época de la Independencia del Perú, en los años 1820-1821. La cinta, se centra en la participación de las mujeres en los procesos históricos y en lucha de las personas comunes por lograr la Emancipación del Perú. 
La película fue estrenada en el Festival de Cine Las Américas 2014. Su estreno comercial en el Perú se dio a fines del mismo año y en España en el año 2016.

## Argumento
La protagonista de la historia es Lucía, una mujer que busca impedir la destrucción de una casona colonial. Para hacerlo, inicia una investigación con la ayuda de Gonzalo, amigo de su hermana, y descubre el diario personal de una criolla que vivió en esa casona doscientos años antes, Teresa Vásquez de Velasco quien, junto con otros civiles, luchó por la Independencia del Perú. Lo extraño es que, entre esas personas, cree reconocerse a sí misma en una vida pasada.
A través de la lectura del diario, que traerá más de una sorpresa, ellos buscarán el dato histórico que demuestre la importancia de conservar la casona y lograr que sea declarada Patrimonio Histórico, y por tanto, intangible.

## Producción
El guion de la película fue trabajado, por primera vez, en el Conservatoire Européen d’ Écriture Audiovisuelle  (CEEA), gracias a una beca otorgada por la Unión Latina a su guionista, Rocío Lladó. Tuvo dos procesos de reescritura, uno de ellos como resultado de la participación en un taller a cargo de Ana Sanz-Magallón, analista internacional de guiones; el otro, en el Cine Qua Non Lab, taller residencia mexicano a cargo de Christina Lazaridi, guionista de 8 One day crossing, cortometraje nominado al Oscar.
La obra tuvo la asesoría histórica de Teodoro Hampe  y Luis Martín Bogdanovich. Fue grabada en locaciones coloniales de la ciudad de Lima y de la provincia constitucional del Callao (Perú): las casas Aliaga y Osambela, los conventos del Prado, de Santo Domingo y de los Descalzos; las Catacumbas de San Francisco y la Fortaleza Real Felipe, entre otras.
La Amante del Libertador obtuvo dos premios del Ministerio de Cultura de Perú. Uno de ellos permitió su estreno en Perú y el segundo, en España. 

## Reparto
- Wendy Vásquez, como Lucía (presente) y Teresa (pasado)
- Ana María Estrada, como Cecilia (presente) y Carmela (pasado)
- Gonzalo Revoredo, como Gonzalo (presente) y Francisco (pasado)
- Cristian Rivero, como Domínguez (presente) y Gaspar (pasado)
- Luis Galli, como Rodrigo (presente) y Mariano (pasado)
- Ana María Teruel, como la abadesa
- Lelé Guillén, como la hermana Isabel
- Rocío Lladó, como sor Beatriz
- Irene Eyzaguirre, como la doctora Castillo
- Emilia Guzmán, como Mamá Micaela
- Nathalie Tolentino, como Violeta
- Claudio Calmet, como Alejandro
- Katerina D’Onofrio, como sor Elena
- Paola León Prado, como sor Carola
- Mónica Hoyos, como Josefa
- José Javier Pérez, como Narciso
- Rossana Fernández-Maldonado, como Catalina
- Emilio Montero, como Aníbal
- Diego Lombardi, como Hipólito
- Paul Ramírez, como Baltazar
- Igor Calvo, hacendado 1
- José Tejada, hacendado 2
- Mariano García-Rosell, niño

## Música
La música original fue compuesta por Antonio Gervasoni y ganó una Mención Honrosa en el Festival Brasil de Cinema Internacional.[cita requerida]

## Festivales
| Año  | País           | Festival                                                                        | Categoría |
| ---- | -------------- | ------------------------------------------------------------------------------- | --- |
| 2014 | Estados Unidos | Festival Las Américas                                                           | Mejor película |
| 2015 | Venezuela      | Festival Internacional de Cine Latinoamericano y Caribeño de Margarita - FILMAR | Ópera Prima latinoamericana y caribeña de ficción                                                                            |
| 2015 | España         | Festival de Lloret del Mar                                                      | Mejor película |
| 2015 | Argentina      | Festival Internacional de Cine Independiente de Mar del Plata - MARFICI         | Cine e historia |
| 2015 | España         | Festival Bajo la Luna de Islantilla                                             | Mejor película Mejor actriz (Wendy Vásquez) Mejor actriz (Ana María Estrada) Mejor dirección de arte Preferencia del público |
| 2015 | Brasil         | Festival Brasil de Cine Internacional - FBCI                                    | Mejor largometraje de ficción                                                                                                |
| 2015 | España         | Festival Internacional de Cine para la Diversidad                               | Mejor película extranjera |
| 2015 | Uruguay        | Festival Internacional de Cine Latino Uruguayo y Brasilero - LATINUY            | Película inaugural |
| 2015 | España         | Picknic Film Festival                                                           | Mejor película |

## Premios y nominaciones
| Año  | Premio                                                                        | Categoría                                       | Nominado          | Resultado | Observaciones      |
| ---- | ----------------------------------------------------------------------------- | ----------------------------------------------- | ----------------- | --------- | ------------------ |
| 2014 | Premios Luces, Perú                                                           | Mejor Actriz de Cine                            | Wendy Vásquez     | Nominados |                    |
| 2014 | Premios Luces, Perú                                                           | Mejor Actor de Cine                             | Cristian Rivero   | Nominados |                    |
| 2015 | Organización Hispana de Actores Latinos – HOLA, USA                           | Mejor Actriz                                    | Ana María Estrada | Ganadora  |                    |
| 2015 | Organización Hispana de Actores Latinos – HOLA, USA                           | Mejor Actor                                     | Luis Galli        | Ganador   |                    |
| 2015 | Festival Brasil Cinema Internacional, Brasil                                  | Mejor Banda Sonora (Mención Honrosa)            | Antonio Gervasoni | Ganador   |                    |
| 2015 | Festival Brasil Cinema Internacional, Brasil                                  | Mejor Largometraje de Ficción (Mención Honrosa) | Rocío Lladó       | Nominado  |                    |
| 2015 | Latinuy - Festival Internacional de Cine Latino Uruguayo y Brasilero, Uruguay | Mejor Largometraje                              | Rocío Lladó       | Nominado  | Película Inaugural |
| 2015 | Islantilla - Festival Internacional de Cine Bajo la Luna, España              | Mejor Largometraje                              | Rocío Lladó       | Nominados |                    |
| 2015 | Islantilla - Festival Internacional de Cine Bajo la Luna, España              | Mejor Actriz                                    | Ana María Estrada | Nominados |                    |
| 2015 | Islantilla - Festival Internacional de Cine Bajo la Luna, España              | Mejor Actriz                                    | Wendy Vásquez     | Nominados |                    |
| 2015 | Islantilla - Festival Internacional de Cine Bajo la Luna, España              | Mejor Dirección Artística                       | Cecilia Herrera   | Nominados |                    |
| 2015 | Islantilla - Festival Internacional de Cine Bajo la Luna, España              | Premio del Público                              | Rocío Lladó       | Nominados |                    |

## Bicentenario peruano
Desde su estreno en el 2014, la película se ha proyectado en diversos festivales, universidades y centro culturales, entre otros. El 28 de julio de 2021 se reestrenó con motivo de las celebraciones por el Bicentenario de la Independencia del Perú, a través del canal de señal abierta América Televisión .
El reestreno se enmarcó dentro del proyecto “Cine del Bicentenario”, iniciativa que fue avalada por Bicentenario Perú 2021 dentro del Proyecto Especial Bicentenario de la Independencia del Perú.